# Wilson Theleso
Wilson Theleso, född 25 juni 1960, är en friidrottare från Botswana. Han deltog vid olympiska sommarspelen 1984.